# St. Martinus (Kirchberg)

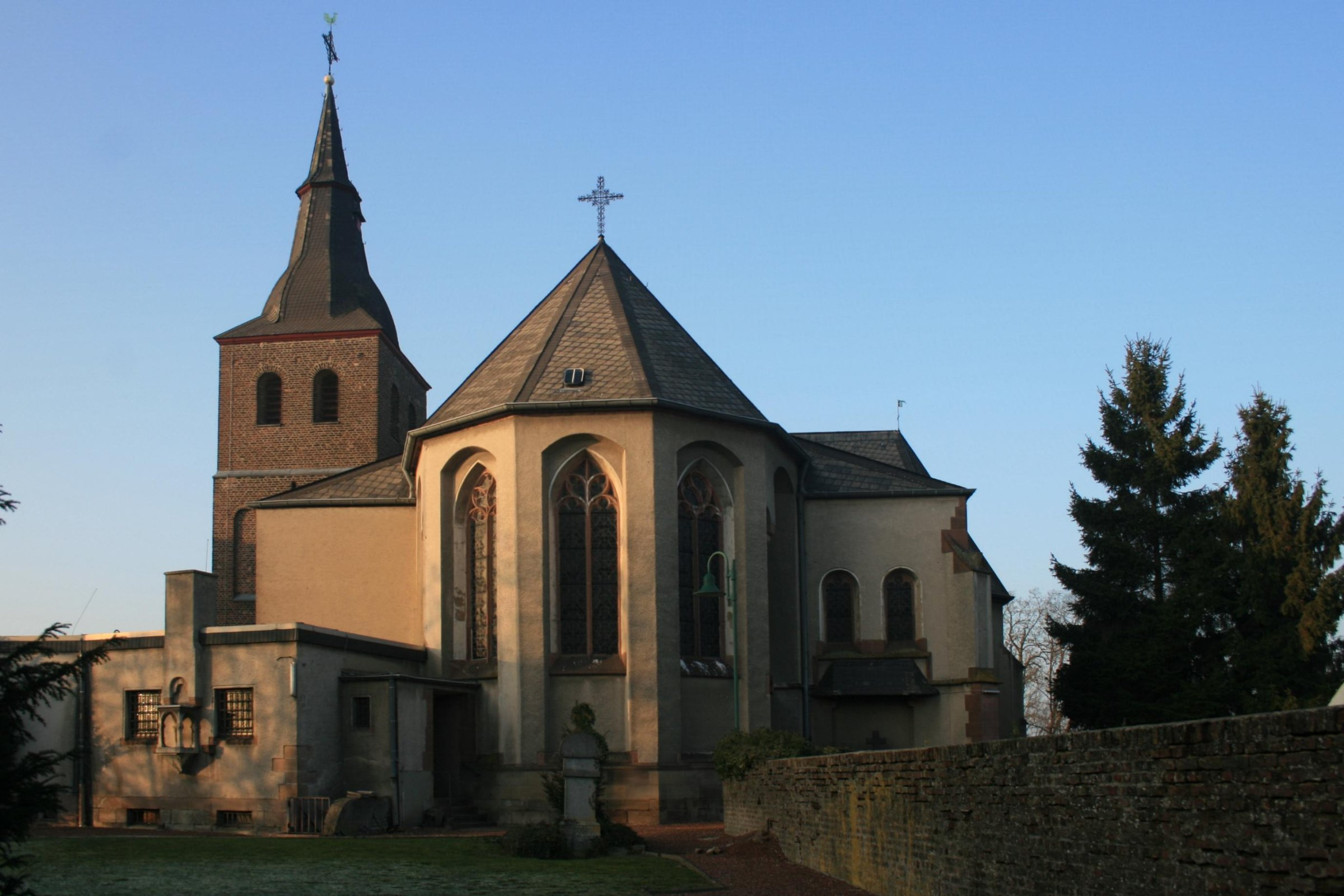
St. Martinus in Kirchberg

St. Martinus ist die römisch-katholische Filialkirche des Jülicher Stadtteils Kirchberg im Kreis Düren in Nordrhein-Westfalen.
Die Kirche ist unter Nummer 38 in die Denkmalliste der Stadt Jülich eingetragen und dem hl. Martin von Tours geweiht.

## Geschichte

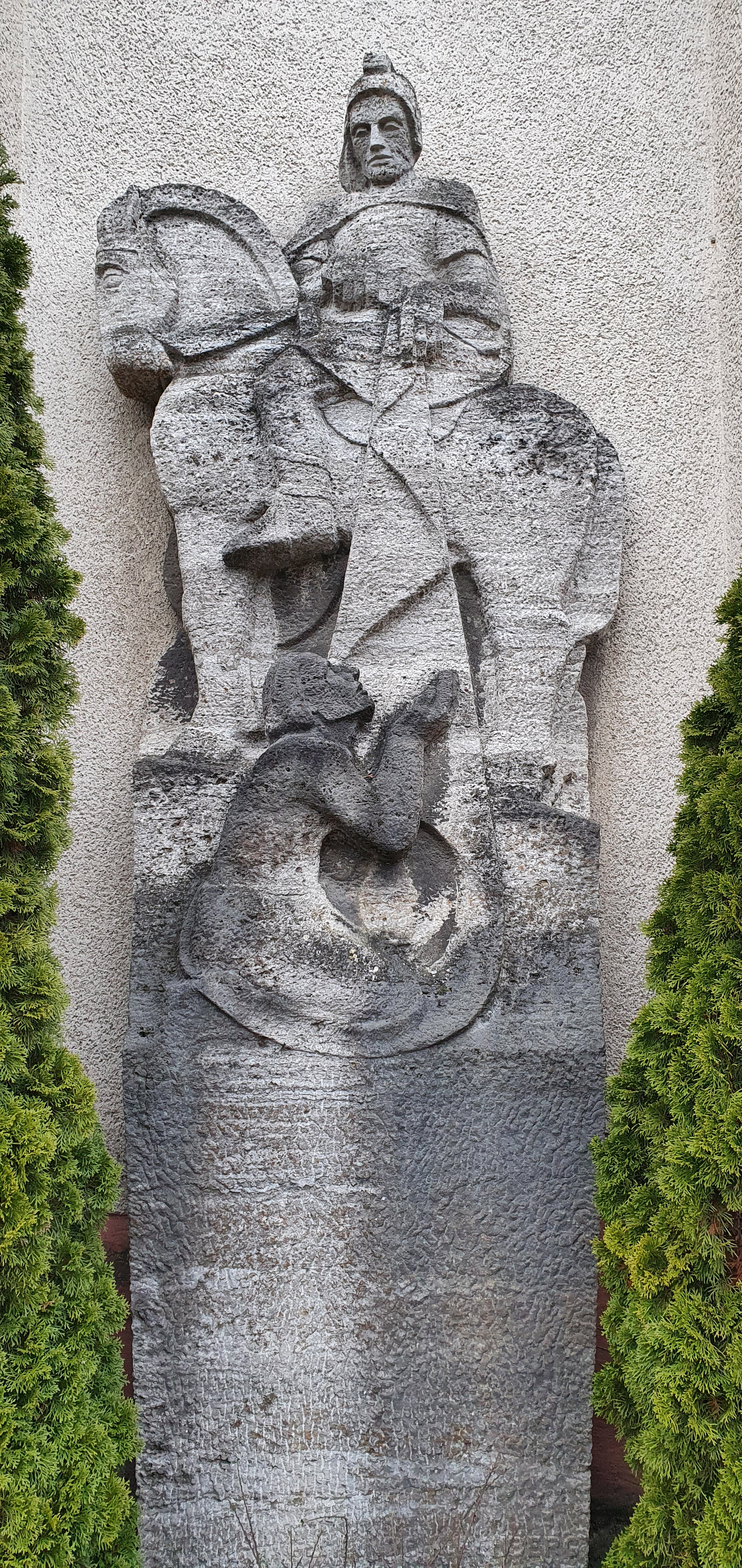
Relief des heiligen Martin an der Außenwand

Eine Kirche in Kirchberg, Kiriberge, wird das erste Mal im Jahre 922 urkundlich erwähnt. Über dieses Gotteshaus ist weiter nichts bekannt. Im 12. oder 13. Jahrhundert wurde an gleicher Stelle eine einschiffige Kirche im Baustil der Romanik errichtet. Um 1520 wurde das Bauwerk im spätgotischen Baustil umgebaut. Dabei wurden das nördliche Seitenschiff, der dreiseitig geschlossene Chor im Osten und der dreigeschossige Glockenturm im Westen angebaut. Um 1900 wurde die Kirche zu klein für die stetig wachsende Bevölkerung. Aus diesem Grund wurde die alte Kirche 1912 bis 1914 nach Süden hin um eine dreischiffige neugotische Kirche nach Plänen von Edmund Renard erweitert. Die Grundsteinlegung für den Erweiterungsbau war am 8. September 1912. Während des Zweiten Weltkrieges erlitt das Kirchengebäude 1944 starke Kriegsschäden, welche bis 1950 behoben wurden. In den Jahren 1971 bis 1974 wurde die Kirche grundlegend restauriert.
Bis zum 31. Dezember 2012 war Kirchberg eigenständige Pfarrgemeinde. Am 1. Januar 2013 wurde die Pfarre mit 13 weiteren ehemaligen Pfarreien zur Pfarre Heilig Geist Jülich fusioniert.

## Ausstattung
In der Kirche befinden sich vier barocke Altäre, nämlich ein Hochaltar aus dem Jahr 1740, ein Marienaltar (Nebenaltar) aus dem Jahr 1660, ein Donatusaltar aus Süddeutschland, welcher nach 1750 geschaffen wurde und 1930 nach Kirchberg kam und ein hl. Familien-Altar. Die Fenster des Gotteshauses schuf Gustav Fünders in den 1950er Jahren.

## Orgel
Weiteren befindet sich in der Kirche eine Orgel der Firma Johannes Klais Orgelbau aus dem Jahr 1937. Diese besitzt 29 Register, verteilt auf drei Manuale und Pedal. Die Orgel, Opus 893, hat folgende Disposition:
| I Hauptwerk    |       |
| Principal      | 8′    |
| Flöte          | 8′    |
| Octave         | 4′    |
| Rohrflöte      | 4′    |
| Quinte         | 2 ⁄3′ |
| Mixtur III–IV  |       |
| Spillpfeife    | 2′    |
| Sept-Hörnle II |       |
| Kopftrompete   | 8′    |

| II Rückpositiv   |    |
| Lieblich Gedackt | 8′ |
| Principal        | 4′ |
| Blockflöte       | 4′ |
| Schwegel         | 2′ |
| Sesquialter II   |    |
| Scharff II–III   |    |
| Krummhorn        | 8′ |
|                  |    |
| Tremolo          |    |

| III Schwellwerk |       |
| Quintadena      | 8′    |
| Salicional      | 8′    |
| Querflöte       | 4′    |
| Nasard          | 1 ⁄3′ |
| Terzcymbel III  |       |
| Schalmei        | 8′    |

| Pedal         |     |
| Subbass       | 16′ |
| Zartbass      | 16′ |
| Principalbass | 8′  |
| Gedacktbass   | 8′  |
| Choralbass    | 4′  |
| Biffaro II    |     |
| Bombarde      | 16′ |

- Koppeln: Sub in III, III/II, II/I, III/I, Sub III/I, I/P, II/P, III/P.

## Pfarrer
Folgende Priester wirkten bis zur Auflösung der Pfarre 2013 als Pastor an St. Martinus:
| von – bis | Name            |
| --------- | --------------- |
| 1924–1936 | Paul Klaes      |
| 1936–1947 | Leopold Wiggers |
| 1947–1962 | Erich Barkholt  |
| 1962–1975 | Josef Schneider |
| 1976–2012 | Peter Jöcken    |